# Carl-Gustaf Liljenberg
Carl Gustafsson (Carl-Gustaf) Liljenberg, född 11 maj 1908 i Göteborg, död 27 augusti 1996, var en svensk hembygdsforskare.

## Biografi
Liljenberg var son till praktiserande läkaren Gustaf E. Liljenberg. Efter studier vid Karolinska katedralskolan och Lunds privata elementarskola inriktade sig Liljenberg på släkt- och hembygdsforskning och historiskt berättande, främst från Göingebygden.